# Top – Dyskoteki
O Top – Dyskoteki, Polish Dance Chart Singles Club é uma tabela musical compilada pela ZPAV das canções mais populares nas boates. A tabela contém 50 posições. A cada duas semanas os 50 primeiros aparecem no site da parada.[carece de fontes?]